# Natalie Purcell
Natalie Taylor (24 de dezembro de 1982) é uma basquetebolista neozelandesa.

## Carreira
Natalie Taylor integrou a Seleção Neozelandesa de Basquetebol Feminino em Pequim 2008, terminando na décima posição.